# وانگ شینگ‌یه
وانگ تائو (چینی ساده: 王涛; پین‌یین: Wáng Tāo؛ زادهٔ ۵ مارس ۲۰۰۲) که همچنین با نام وانگ شینگ‌یه (چینی ساده: 王星越; پین‌یین: Wángxīng Yuè) نیز شناخته می‌شود، بازیگر اهل چین است.

## اوایل زندگی و حرفه
وانگ شینگ‌یه با نام تولد وانگ تائو در ۵ مارس ۲۰۰۲ در یویونگ، هونان، چین به دنیا آمده است. او از دپارتمان پرفورمنس در آکادمی مرکزی تئاتر فارغ‌التحصیل شده است. در طی تحصیل در کالج، او در چندین تئاتر ایفای نقش کرد و در سال دوم تحصیلش برای فیلم پروژهٔ رفاه عمومی مبارزه با مواد مخدر تست داد. او در این ادیشن پذیرفته شد و نخستین فیلم خود را به نام Deep Water بازی کرد. او در ۳۱ مه ۲۰۲۰ با شرکت هوان‌یو انترتینمنت قرارداد امضا کرد. در همان سال، او در مجموعه تو منو کامل می‌کنی ایفای نقش کرد.